# Frisanco
Frisanco (friülà Frisanc ) és un municipi italià, dins de la província de Pordenone. L'any 2007 tenia 694 habitants. Limita amb els municipis d'Andreis, Barcis, Cavasso Nuovo, Claut, Fanna, Maniago, Meduno, Tramonti di Sopra i Tramonti di Sotto.

## Evolució demogràfica
Habitants censats

## Administració
| Període | Identitat               | Partit |
| ------- | ----------------------- | ------ |
| 2004-   | Angelo Arturo Bernardon | DS     |